# Bill Finger
Milton „Bill“ Finger (8. února 1914, Denver – asi 18. ledna 1974, New York) byl americký komiksový scenárista židovského původu. Byl spolutvůrcem postavy Batmana (s Bobem Kanem) a Green Lanterna (s Martinem Nodellem). Kane nicméně odmítl uznat Fingerův přínos, a tak Finger zemřel v zapomnění a chudobě. Na naléhání historika komiksu Marca Tylera Noblemana začala Fingerova vnučka po roce 2000 usilovat o uznání odkazu svého děda. V roce 2015 společnost DC Comics uznala Fingerův nárok na duševní vlastnictví postav batmanovského světa.

## Život
Narodil se do aškenázské židovské rodiny. Jeho otec, Louis Finger, se narodil v Rakousku-Uhersku a emigroval do USA v roce 1907. Bill začínal jako prodavač bot a v roce 1938 byl přijat do rodícího se komiksového studia Boba Kanea. Roku 1939 se Kane rozhodl zareagovat na úspěch konkurenčního Supermana a přijít s podobnou figurou. Navrhl figuru značně podobnou Supermanovi, s červeným oblekem, škraboškou a křídly. Finger pak postavu upravil, odňal jí křídla, škrabošku zaměnil za kápi se špičatýma ušima a červenou barvu za šedou. Vymyslel též civilní identitu postavy, její jméno Bruce Wayne stvořil podle Roberta Bruce a Anthony Waynea, jednoho z otců zakladatelů Spojených států. Finger napsal i původní scénář pro Batmanův debut v Detective Comics #27 (květen 1939), stejně jako druhé vystoupení postavy v Detective Comics #28 (červen 1939), zatímco Kane oba příběhy nakreslil. Posléze Finger vytvořil charakteristiku pro postavy Jokera, Robina, Tučňáka, Scarecrowa, Two-Face a Riddlera. Stvořil také Gotham City. Finger byl ovšem autor známý svými "notorickými zpožděními" v dodávání scénářů, což vedlo k jeho upozadění, byť scénáře pro batmanovský seriál psal i v 50. letech.
Finger přispěl i do mytologie Supermana, když ve svém scénáři z roku 1949 vymyslel kryptonit, Supermanovu „achillovu patu“. Vytvořil také Supermanovu pomocnici Lanu Lang. V roce 1940 Nodell vymyslel postavu Green Lanterna (Allana Scotta) a Finger napsal první scénáře s ní.
Datum Fingerovy smrti je nejisté. Byl naposledy spatřen živý 16. ledna 1974. Jeho přítel a dlouholetý spisovatelský kolega Charles Sinclair ho našel mrtvého 18. ledna.
V roce 1994 byl Finger posmrtně uveden do Síně slávy Jacka Kirbyho a v roce 1999 do Síně slávy Willa Eisnera.